# Coast Starlight
Coast Starlight er en 2.216 kilometer lang Amtrak-passagertogsstrækning langs Stillehavskysten i det vestlige USA, som tager cirka 33 timer at gennemkøre i sin helhed. Togene kører mellem King Street Station i Seattle og Union Station i Los Angeles. Navnet opstod ved at sammenlægge to af Southern Pacifics tognavne, Coast Daylight og Starlight, som var to af selskabets mange Coast Line-tog.
Større stationer på strækningen mellem Seattle og Los Angeles er Portland og Eugene i Oregon, samt Sacramento, Emeryville (med forbindelse til San Francisco), Oakland, San Jose, San Luis Obispo og Santa Barbara i Californien.
I regnskabsåret 2011 transporterede Coast Starlight over 425.000 passagerer, et fald på 4 procent fra 2010. Toget havde en omsætning på 39.997.952 dollar i 2011, en stigning på 6,9 procent fra 2010.

## Historie
Før dannelsen af Amtrak var der ingen passagertog som kørte langs hele vestkysten. Det nærmeste tog var Southern Pacific Railroads West Coast, der kørte mellem Los Angeles og Portland, med gennemgående vogne til Seattle via Great Northern Railway. Den største forskel mellem West Coast og Coast Starlight, var at West Coast kørte via San Joaquin Valley i stedet for Stillehavskysten. Southern Pacific Railroad kørte Coast Daylight mellem Los Angeles og San Francisco og Cascade mellem Oakland og Portland. Southern Pacific havde også flere nattog mellem Los Angeles og San Francisco Bay-området — det rene sovevognstog Lark på kyststrækningen og det kombinerede tog Owl på San Joaquin Valley-strækningen. Betjeningen mellem Portland mod nord til Seattle stod Union Pacific, Northern Pacific Railroad eller Great Northern Railway for. Efter sammenlægningen i 1970 af Great Northern og Northern Pacific til Burlington Northern Railroad, stod det nye selskab for betjeningen. Betjeningen mod syd fra Los Angeles til San Diego blev betjent af Atchison, Topeka and Santa Fe Railways San Diegan-tog.
Da Amtrak startede den 1. maj 1971, blev der etableret en enkelt strækning mellem Los Angeles og Seattle — samt i nogle få måneder mellem
San Diego og Seattle.
Det unavngivne tog kørte tre dage om ugen; på de øvrige fire dage (mod nord mandag, onsdag, torsdag og lørdag, og mod syd mandag, tirsdag, torsdag og lørdag) kørte et andet unavngivet tog mellem Los Angeles og Oakland (oprindelig som nummer 98 mod nord og som nummer 99 mod syd). Der var yderligere betjening mellem San Diego og Los Angeles samt mellem Portland og Seattle (disse tog blev den 14. november til San Diegan og Mount Rainier / Puget Sound). I køreplanen gældende den 14. november 1971 fik toget mellem Los Angeles og Oakland navnet Coast Daylight, som Southern Pacific havde anvendt på sit tog mellem Los Angeles og San Francisco, desuden blev toget forlænget til San Diego og fik tildelt numrene 12 og 13. Toget mellem San Diego og Seattle fik det nye navn Coast Starlight og fik numrene 11 og 14.
Nogle få år senere blev Coast Daylight slået sammen med Coast Starlight, der begyndte at køre dagligt. Coast Starlight er siden kun kørt til Los Angeles, selv om der er hyppige Pacific Surfliner-forbindelser længere sydpå. I nogle år i miden af 1990'erne, blev to vogne fra Coast Starlight videreført fra Los Angeles til San Diego som det sidste af aftenens Pacific Surfliner-tog (nummer 511). Siddepladsvognene blev koblet på det første morgentog tilbage til Los Angeles, hvor de blev koblet på det øvrige Coast Starlight-tog og fortsatte til Seattle. De videreførte vogne ophørte på grund af regularitetsproblemer med tog nummer 11. I stedet, hvis tog nummer 11 ankommer til Los Angeles før det den sidste Pacific Surfliner-afgang, skifter passagerer som skal videre til Orange County og San Diego, til dette tog, ellers er der togbusforbindelser til destinationer syd for Los Angeles.
Indtil den 25. april 1982 benyttede Coast Starlight Southern Pacific Railroads West Valley-strækning mellem Tehama og Davis, med et stop i Orland, uden at komme til den californiske hovedstad Sacramento i vest. I det sydlige Californien standsede Starlight i Glendale, som siden blev erstattet af det nuværende stop i Van Nuys, der i modsætning til Glendale, har personale fra Amtrak til at håndtere indtjekket bagage.
Mellem oktober 2005 og august 2006 ankom kun to procent af de rejsende på strækningen til planlagt tid, da togene næsten konstant var 5-11 timer forsinkede. I perioden 1999 til 2005 faldt antallet af rejsende med 26 procent. Union Pacific, der styrer togtrafikken på strækningen, angav blandt andet løbende banearbejder som årsag til forsinkelserne, mens lokale jernbanegrupper beskyldte dem for at prioritere egne godstog højere end Amtraks passagertog. Problemet blev senere løst; ifølge Amtraks talsperson Vernae Graham, fulgte 86 procent af Coast Starlight-togene køreplanen i maj 2008. Mellem december 2011 og november 2012 ankom 77,7 procent af alle Coast Starlight-tog rettidigt til deres endestationer.
Først på sommeren i 2008 blev Coast Starlight relanceret med nye bekvemmeligheder og moderniseret udstyr, som Amtrak tidligere havde haft succes med på Empire Builder-strækningen (Chicago-Seattle/Portland). Fra regnskabsåret 2008 til 2009 steg Coast Starlights passagertal med 15 procent fra 353.657 til 406.398 årlige rejsende.

## Banestrækninger
- BNSF Seattle Subdivision (tidligere NP og BN): Seattle (Washington) til Portland (Oregon)
- UP Brooklyn Subdivision[7] (tidligere SP): Portland til Oakridge
- UP Cascade Subdivision[7] (tidligere SP): Oakridge til Klamath Falls
- UP Black Butte Subdivision[7] (tidligere SP): Klamath Falls (Oregon) til Dunsmuir (Californien)
- UP Valley Subdivision[7] (tidligere SP): Dunsmuir til Marysville
- UP Sacramento Subdivision (tidligere WP og SP): Marysville til Sacramento
- UP Martinez Subdivision[7] (tidligere SP): Sacramento til Oakland
- UP Niles Subdivision (tidligere SP): Oakland til Elmhurst
- UP Coast Subdivision[7] (tidligere SP): Elmhurst til San Luis Obispo
- UP Santa Barbara Subdivision[7] (tidligere SP): San Luis Obispo til Moorpark
- UP/Metrolink (SCAX) Ventura Subdivision/Ventura County Line (tidligere SP): Moorpark til Taylor Yard
- Metrolink (SCAX) River Subdivision: Taylor Yard til Union Station i Los Angeles

## Materiel
Togene benytter Amtraks Superliner I- og II-dobbeltdækkervogne, herunder en Sightseer Lounge (udsigtsvogn), der har vinduer fra gulv til loft. Coast Starlight-togene er de eneste af Amtraks tog, som har en Pacific Parlour-loungevogn, der kun er tilgængelig for rejsende på første klasse (vognene blev bygget i 1956 til Santa Fes El Capitan-tog). I vognen er der for sovevognspassagerer bekvemmeligheder så som gratis drikkevarer, et bibliotek og spil, vinsmagning om eftermiddagen (mod et lille gebyr) samt biograf på den nedre etage. Til børn er der legetøj med mere i Arcade-rummet. Indtjekket baggage opbevares i en Heritage Baggage-vogn. En sjælden gang kobles der Amfleet-vogne på toget.
Coast Starlight-togene trækkes normalt af Amtraks GE P42DC AMD-103 Genesis-lokomotiver. Til tider anvendes sekundært Amtraks GE P32-8 (Dash 8)-lokomotiver. Tidligere benyttede man lokomotiverne EMD F40PH, SDP40F og FP7, samt SDP45 lejet fra Southern Pacific.
I sjældne tilfælde benyttes EMD F59PHI-lokomotiver fra Amtraks strækninger Pacific Surfliner, Cascades og Amtrak California. Endnu sjældnere benyttes Caltrains EMD F40PH- og MPI MP36PH-3C-lokomotiver til at trække Coast Starlight-tog, enten som erstatning eller mens de transportere til/fra reparation. Sound Transits Sounder-lokomotiver har også været benyttet på strækningen.